# Історія пошти та поштових марок Косова
Історія пошти і поштових марок Косова складається з трьох періодів: період відповідний поштовій системі Сербії, у складі якої перебував автономний край Косово і Метохія, період під керівництвом Тимчасової місії ООН (1999—2007) та частково визнаної республіки Косово (з 2007 року).

## Розвиток пошти

### У складі Сербії
Поштово-телефонно-телеграфна служба (ПТТ) Косова була створена 21 грудня 1959 року рішенням Керівної ради югославської ПТТ і зі схвалення Виконавчої ради Народної Республіки Сербії від 18 грудня 1959 року. Вперше ПТТ «Косово» була зареєстрована як підприємство 25 березня 1960 року.
До 1960 року пошта Косова надавала поштові послуги не у всіх містах краю, сільська місцевість зовсім обслуговувалася. Після створення ПТТ «Косово», поштовий сервіс спочатку не зазнав значних змін. Екстенсивний розвиток поштового, телефонного і телеграфного зв'язку Косова почався тільки після 1974 року. Наприкінці 1980-х років для потреб ПТТ «Косово» були побудовані 75 сучасних будівель із загальною площею понад 60 000 м², а також будівлю головного офісу в Приштині площею понад 11 500 м². 
13 вересня 1990 року ПТТ «Косово» увійшла в структуру ПТТ «Сербія» як підрозділ ПТТ «Приштина» і була такою до 1998 року. За твердженням сучасної косовської влади, інтеграція супроводжувалася звільненням поштових службовців албанської та інших несербських національностей.

### Післявоєнне Косово

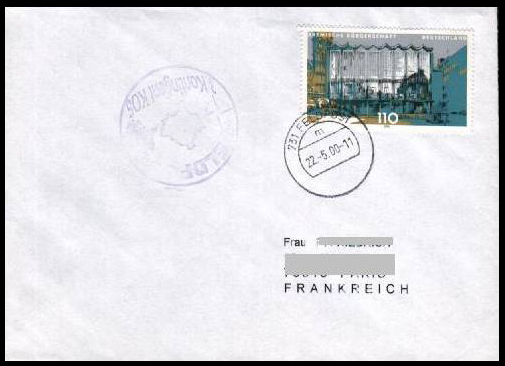
Поштовий конверт, відправлений з Прізрена німецькою польовою поштою 731 у 2000 році.

Після закінчення Косовської війни 1998—1999 років (тобто після 2 серпня 1999 року) звільнені поштові службовці албанської національності повернулися на свої робочі місця. За час бойових дій поштово-телефонно-телеграфна служба Косова була повністю зруйнована. Були відсутні поштові відділення, не вистачало транспортних засобів, що використовуються для доставки пошти, сумок для листонош, поштових марок. 
З 1999 року почалося відновлення поштової служби в Косові. Було побудовано близько 15 нових поштових відділень і відремонтовано більшість старих. З 31 травня 2000 року почала функціонувати Міжнародна незалежна пошта Косова. У 2004 році Пошта Косова була ліцензована як єдиний державний оператор, який здійснює поштові та непоштові послуги зв'язку на всій території Косова. У червні 2005 року пошта Косова отримала міжнародний поштовий код для всіх поштових відділень в республіці. 1 липня 2005 була створена корпорація Пошта і телекомунікації Косова (ПТК), що стала правонаступницею ПТТ «Косово». З цього часу пошта Косова є підрозділом PTK Corporation.
Підрозділ ПТТ «Сербія» «Приштина» нині здійснює поштові послуги в сербських анклавах Косова і Метохії. Після 1999 року в підпорядкуванні державного підприємства «Приштина» з 129 поштових відділень залишилося тільки 16 і головний офіс, розташований в Грачаниці. Є також окремі поштові віконця ще в ряді населених пунктів.

## Випуск поштових марок

### Тимчасова місія ООН
15 березня 2000 року Тимчасова місія ООН у Косові випустила в обіг перші власні марки — п'ять номіналів з зображенням цінних археологічних знахідок. На мініатюрах був напис трьома мовами англійською, албанською та сербською (латиницею): «Тимчасова місія ООН в Косові», номінали вказані в німецьких марках. Відправлення простого листа в межах території Косова обходилася в 30 пфенігів. У день виходу марок на головному поштамті Приштини використовувався спеціальний штемпель першого дня. Перший випуск марок UNMIK назвали згодом «марками Кушнера» на ім'я шефа Тимчасової місії ООН Бернара Кушнера. 
Ці марки не були емісіями поштового відомства ООН і спочатку могли використовуватися тільки на території Косова. З 31 травня 2000 вони почали застосовуватися для оплати міжнародної кореспонденції. Спочатку вся міжнародна кореспонденція доставлялася за маршрутом Приштина — Цюрих літаками швейцарських авіакомпаній. Лише Албанія і Македонія організували прямий поштовий обмін з Косовим.
Сербське поштове відомство не визнало легітимності як самої UNMIK, так і управління косовської пошти. Проти «кушнерівських марок» протестував і югославський Союз філателістів. У сербських анклавах для франкування використовувалися марки Югославії, потім Сербії, випуски UNMIK були оголошені недійсними. Обробка кореспонденції в сербських поштових відділеннях Косова проводилася двомовними сербсько-албанськими штемпелями. 
12 листопада 2001 року побачила друга серія з п'яти марок з номіналами в німецьких марках і євро, а з 2 травня 2002 року номінали стали вказуватися тільки в євро. 
У грудні 2007 року вийшла перша комеморативна марка UNMIK, присвячена 540-річчю від дня смерті Скандербега. Це була остання марка UNMIK. Всього було випущено 92 мініатюри UNMIK на різні теми, пов'язані з Косовом.

### Республіка Косово
Перші марки частково визнаної Республіки Косово вийшли незабаром після проголошення незалежності — 7 березня 2008 року. Серія з двох мініатюр присвячувалася Дню вчителя. На них був напис трьома мовами: албанською, англійською та сербською (латиницею): «Республіка Косово», номінал вказаний в євро.
19 березня 2008 року вийшли перші комеморативні марки Косова, присвячені проголошенню незалежності. У цій же серії був випущений перший поштовий блок. 